# Camilla Pedersen
Camilla Pedersen (født 8. juni 1983 i Esbjerg) er en dansk triatlet og Årets Sportsnavn 2014. Hun er uddannet diætist, spinningsinstruktør og kostplanlægger
Camilla Pedersen har i løbet af 2010'erne tilhørt den absolutte verdenselite inden for sin sport og hentet adskillige medaljer til EM og VM. Et alvorligt styrt 3. september 2013 på cykel under træningen, hvor hun brækkede hoften, pådrog sig kraniebrud og havde kritiske indre blødninger, truede imidlertid både hendes liv og karriere. Blodtrykket var så højt, at der skulle to operationer til for at redde hendes liv. Kvæstelser gjorde at hun blev lagt i kunstigt koma på Odense Universitetshospital i 19 dage. Hun blev udskrevet fra hospitalet i slutningen af oktober og startede sin genoptræning på Hammel Neurocenter.
Et år efter ulykken vandt hun VM i langdistance i triatlon i Kina i tiden 5 timer, 43 minutter og 31 sekunder for de fire km svømning, 120 km cykling og 20 km løb. Det var godt fire minutter hurtigere end nummer to, finske Kaisa Lehtonen. Siden har hun holdt fast i sin plads i den internationale top med flere mesterskabsmedaljer.

## Resultater
- EM guld, langdistance triatlon, 2011
- VM sølv langdistance triatlon, 2012
- EM guld, halv Ironman, 2013
- VM sølv, langdistance triatlon 2013
- EM guld, Ironman 2013
- VM guld, langdistance triatlon, 2014[1]
- VM sølv, langdistance triatlon, 2015[2]
- VM sølv, langdistance triatlon, mixed relay 2015
- EM guld, halv Ironman 2015[3]
- EM guld, halv ironman, 2017
- EM bronze, halv Ironman 2021